# Klaus Schwarzkopf
Pour les articles homonymes, voir Schwarzkopf.
Klaus Schwarzkopf, né le 18 décembre 1922 à Neuruppin et mort le 21 juin 1991 à Bochum, est un acteur et acteur de doublage allemand.

## Biographie
Klaus Schwarzkopf était gay, mais ne l'a jamais admis. Son partenaire était le danseur Hubertus Moeller. Klaus Schwarzkopf est mort en 1991 du sida.

## Carrière

### Théâtre
Après sa scolarité, il entame, à l'âge de 20 ans et ce pendant la Seconde Guerre mondiale, des cours de théâtre à Berlin, formation de quatre ans qu’il réussit avec succès en 1947.
En 1947, il commence sa carrière d’acteur de théâtre sous la direction de Boleslav Barlog au Schlosspark Theater de Berlin aux côtés de Hildegard Knef.
En 1953, il s'installe à Wiesbaden, plus tard il est engagé à Hanovre et Munich.
Le répertoire de Klaus Schwarzkopf comprend des rôles tels que le coiffeur gay Harry dans L’escalier de Charles Dyer et le représentant Willy Loman dans Mort d'un commis voyageur d'Arthur Miller, le secrétaire Wurm dans Cabale et Amour de Friedrich von Schiller, le Capitaine de Köpenick (Der Hauptmann von Köpenick) ou Tartuffe. Il joue également dans des pièces contemporaines telle Femmes devant un paysage fluvial (Frauen vor Flusslandschaft) basé sur le roman de Heinrich Böll du même nom.

### Cinéma et télévision
Sa carrière sur le petit écran démarre au début des années 1960. L'acteur incarne les rôles les plus divers dans plus de 250 productions télévisées.  Il joue dans des séries policières telles que Der Kommissar, Derrick , et Le Renard.  Entre 1971 et 1978, il joue son rôle le plus populaire dans sept épisodes de Tatort, incarnant le commissaire Finke. Notons l’épisode Reifezeugnis en 1977 qui propulsera sa carrière internationale et dans lequel Nastassja Kinski, alors âgée de 16 ans, incarne Sina Wolf.
Au cinéma, Klaus Schwarzkopf joue dans des films tels Herrliche Zeiten im Spessart (1967), Einer von uns beiden (1974) où il joue le rôle du professeur de sociologie soumis au chantage par étudiant (Jürgen Prochnow).
En 1991, il tient le rôle principal dans la mini-série en quatre parties de Dieter Wedel Der große Bellheim aux côtés de Mario Adorf, Will Quadflieg et Hans Korte. En juin, il arrête de tourner en raison de sa maladie avancée, son rôle a ensuite été repris par Heinz Schubert.

### Acteur de doublage
Il acquiert une popularité particulière dans les années 1970 en tant que voix allemande de Peter Falk dans le rôle de l'inspecteur Columbo. Il double également des acteurs tels que Gower Champion dans l'adaptation cinématographique de la comédie musicale Show Boat (1951), William Shatner dans Jugement à Nuremberg, Mickey Rooney dans Cinquante millions pour Johns, Peter Lorre dans Le Faucon maltais.
En plus de Robert Mitchum, Burt Lancaster, Bob Hope, Douglas Fairbanks Jr. et bien d’autres, il prête sa voix à Tony Curtis dans Winchester 73 et à Lloyd Bridges dans Le train sifflera trois fois. Dans la comédie de Dieter Hallervorden de 1980 Ach du lieber Harry, il est la voix allemande de Jacques Marin.

## Filmographie partielle

### Au cinéma
- 1956 : Bonjour Kathrin de Karl Anton : Voisin (non crédité)
- 1965 : On murmure dans la ville de Kurt Hoffmann : Dr Watzmann
- 1967 : Herrliche Zeiten im Spessart de Kurt Hoffmann : Roland
- 1968 : Les Artistes sous les chapiteaux : Perplexes d'Alexander Kluge : Gerloff, philologue
- 1971 : Piège pour un évadé de Wolfgang Staudte : commissaire de police Knudsen
- 1971 : Und Jimmy ging zum Regenbogen d'Alfred Vohrer : Sirius
- 1972 : Der Stoff aus dem die Träume sind d'Alfred Vohrer : Dr Erkner
- 1973 : Alle Menschen werden Brüder (en) d'Alfred Vohrer : Boris Minski
- 1974 : Drei Männer im Schnee d'Alfred Vohrer : Otto Tobler
- 1974 : Einer von uns beiden  : de Wolfgang Petersen : professeur Rüdiger Kolczyk
- 1974 : Seul le vent connaît la réponse d'Alfred Vohrer: vicaire
- 1985 : Die Grünstein-Variante (de) de Bernhard Wicki : Spiros, Grec

### À la télévision
- 1964 : Flug in Gefahr
- 1964 : Nachtzug D 106
- 1966 : Zehn Prozent
- 1969 : Der Kommissar : Ratten der Großstadt
- 1971 : Tatort: Blechschaden (de)
- 1971 : Der Kommissar: Besuch bei Alberti
- 1972 : Tatort: Strandgut (de)
- 1973 : Tatort: Jagdrevier (de)
- 1973 : Der Kommissar : Rudek
- 1974 : La Mort des enfants, August Benjowski (4 épisodes)
- 1975 : Benjowski
- 1974 : Tatort : cadeau
- 1974 : Der Kommissar: Tod eines Landstreichers
- 1974 : Tatort: Nachtfrost (de)
- 1975 : Tatort: Kurzschluß (de)
- 1976 : Die Stunde des Léon Bisquet (de)
- 1977 : Tatort : L'Amour fou (Reifezeugnis)
- 1977 : Die Dämonen (d'après Les Démons de Dostoïevski)
- 1978 : Tatort: Himmelfahrt (de)
- 1979 : Die Buddenbrooks (d'après Buddenbrooks de Thomas Mann)
- 1980 : Derrick - Saison 7, Épisode 11 : Pricker
- 1982 : Les Confessions du chevalier d'industrie Félix Krull (d'après Confessions de Felix Krull de Thomas Mann)
- 1982 : Das blaue Bidet (d'après un essai de Joseph Breitbach)
- 1983 : Gin Romme
- 1983 : Die Rückkehr der Zeitmaschine
- 1985 : Derrick - Saison 12, Épisode 9: Nuit blanche (Lange Nacht für Derrick)
- 1986 : Derrick - Saison 13, Épisode 7: La nuit de la mort (Die Nacht, in der Ronda starb)
- 1986 : Liebling Kreuzberg : Doppeleinsatz
- 1987 : Praxis Bülowbogen (18 épisodes)
- 1988 : Derrick - Saison 15, Épisode 4: Pas de risque (Kein Risiko)
- 1990 : Die Richterin

## Récompenses et distinctions
- Deutscher Filmpreis du meilleur acteur dans un second rôle (1973)
- (en) Klaus Schwarzkopf: Awards, sur l'Internet Movie Database